# The Originals
 The Originals – amerykański spin-off serialu Pamiętniki wampirów. Opowiada o losach pierwotnej rodziny wampirów, żyjącej na przestrzeni wieków. Mikaelsonowie przenoszą się do Nowego Orleanu – miasta, które kiedyś pomogli zbudować. Wkrótce napotykają problemy, z którymi muszą sobie poradzić.
Premiera finałowego sezonu nastąpiła 18 kwietnia 2018 roku.

## Fabuła
Rodzina to siła. Pierwotna rodzina wampirów przysięgła to sobie tysiąc lat temu. Zadeklarowali, że będą razem zawsze i po wsze czasy. Minęły stulecia i więzy rodzinne zostały zerwane. Czas, tragedia i żądza władzy rozdzieliła Pierwotną Rodzinę. Gdy Klaus Mikaelson, pierwotna hybryda wampira i wilkołaka, otrzymuje tajemniczą wskazówkę, że w kolebce paranormalnego świata, jakim jest francuska dzielnica Nowego Orleanu, jest knuta intryga przeciwko niemu, Klaus powraca do miasta, które jego rodzina pomogła zbudować. Poszukiwania doprowadzają Klausa do ponownego spotkania z byłym protegowanym – Marcelem, charyzmatycznym wampirem mającym całkowitą kontrolę nad ludźmi i nadnaturalnymi mieszkańcami Nowego Orleanu. Elijah, zdeterminowany by pomóc swojemu bratu odnaleźć odkupienie, podąża za Klausem. Ponadto wilkołak Hayley również przybywa do francuskiej dzielnicy, w poszukiwaniu wskazówek dotyczących jej rodziny i wpada w ręce potężnej czarownicy Sophie. Napięcie między dwoma stronnictwami w mieście zbliża się do punktu krytycznego – posiada on bowiem sekretną broń, którą okazuje się być Davina – bardzo młoda czarownica, która została uratowana w czasie rytuału Żniw przez Marcela. Dla Klausa sama myśl, że miałby odpowiadać przed swoim protegowanym, jest nie do pomyślenia i przysięga, że odzyska to, co kiedyś należało do niego – władzę, miasto i rodzinę. Podczas oczekiwania na to, czy ich siostra Rebekah opuści Mystic Falls i dołączy do nich, Klaus i Elijah zawiązują niełatwe przymierze z czarownicami by mieć pewność, że Nowy Orlean będzie znów rządzony przez Pierwotnych. Po wielu spiskach i próbach odzyskania Nowego Orleanu Klausowi ostatecznie się udaje. Marcel oddaje panowanie nad dzielnicą Niklausowi, jednakże ten proponuje mu współpracę. Problemy jednak nie znikają. W wyniku niedokończenia żniw czarownic zaczynają się dziać niewytłumaczalne rzeczy.

## Obsada
| Aktor                 | Postać              | Odcinki | Sezony       | Sezony                    | Sezony                    | Sezony                    | Sezony                    |
| Aktor                 | Postać              | Odcinki | 1            | 2                         | 3                         | 4                         | 5                         |
| --------------------- | ------------------- | ------- | ------------ | ------------------------- | ------------------------- | ------------------------- | ------------------------- |
| Joseph Morgan         | Niklaus Mikaelson   | 92      | Główna rola  | Główna rola               | Główna rola               | Główna rola               | Główna rola               |
| Daniel Gillies        | Elijah Mikaelson    | 90      | Główna rola  | Główna rola               | Główna rola               | Główna rola               | Główna rola               |
| Claire Holt           | Rebekah Mikaelson   | 37      | Główna rola  | Specjalny udział gościnny | Specjalny udział gościnny | Specjalny udział gościnny | Specjalny udział gościnny |
| Phoebe Tonkin         | Hayley Marshall     | 85      | Główna rola  | Główna rola               | Główna rola               | Główna rola               | Główna rola               |
| Charles Michael Davis | Marcellus Gerard    | 91      | Główna rola  | Główna rola               | Główna rola               | Główna rola               | Główna rola               |
| Daniella Pineda       | Sophie Deveraux     | 9       | Główna rola  |                           |                           |                           |                           |
| Leah Pipes            | Camille O’Connell   | 51      | Główna rola  | Główna rola               | Główna rola               | Specjalny udział gościnny | Specjalny udział gościnny |
| Danielle Campbell     | Davina Claire       | 53      | Główna rola  | Główna rola               | Główna rola               | Specjalny udział gościnny | Specjalny udział gościnny |
| Yusuf Gatewood        | Vincent Griffith    | 54      | Gościnnie    | Główna rola               | Główna rola               | Główna rola               | Główna rola               |
| Riley Voelkel         | Freya Mikaelson     | 52      |              | Drugoplanowo              | Główna rola               | Główna rola               | Główna rola               |
| Danielle Rose Russell | Hope Mikaelson      | 11      |              |                           |                           |                           | Główna rola               |
| Steven Krueger        | Joshua „Josh” Rosza | 43      | Drugoplanowo | Drugoplanowo              | Drugoplanowo              | Drugoplanowo              | Główna rola               |

### Główne postacie
- Joseph Morgan jako Niklaus Mikaelson – nazywany również Nikiem oraz Klausem, jeden z czwórki wciąż żyjących członków rodziny pierwotnych wampirów, przyrodni brat Elijah, Rebeki, Kola i Frey'i oraz nie żyjących Finna i Henrika. Jedyny z rodzeństwa jest zarówno wilkołakiem jak i wampirem, co czyni go o wiele silniejszym od reszty. Jest nieśmiertelny. Ma obsesję na punkcie władzy. Jest nieobliczalny i okrutny, swoje słabości i poczucie samotności ukrywa poprzez zadawanie innym bólu. Ma córkę Hope z wilkołakiem o imieniu Hayley i uczyni wszystko by nie stała się krzywda ani matce jego dziecka, ani dziecku.
- Daniel Gillies jako Elijah Mikaelson – jeden z pierwotnych wampirów. Opanowany i zrównoważony. Zawsze dotrzymuje danych obietnic i stara się za wszelką cenę utrzymać rodzinę razem Jego miłością była Celeste – potężna czarownica, jednakże Klaus ją zamordował, później zakochuje się w  Katherine Pierce, ale porzucił ją na rzecz brata. Zakochuje się w Hayley. Jego najprawdziwszą miłością była Tatia Petrova, którą zabił z pragnienia.
- Claire Holt (Gościnnie Maisie Richardson-Sellers)  jako Rebekah Mikaelson – siostra Elijah, Klausa, Frey'i i Kola oraz nie żyjących Finna i Henrika, pierwotny wampir. Jest wredna i arogancka, ma temperament swojego przyrodniego brata. Łatwo się zakochuje, mimo że większość jej poprzednich chłopaków zabił Klaus. Jej prawdziwą miłością jest Marcel jednakże nie jest pewna jego uczuć ponieważ podczas poprzedniego pobytu w Orleanie nie sprzeciwił się Klausowi, gdy ten wbił sztylet w serce Rebekah. Rebekah zawsze pomaga dziewczynom, często powtarza słowa „Dziewczyny powinny trzymać się razem”.
- Phoebe Tonkin jako Hayley Marshall (urodzona jako Andrea Labonair) – osierocony wilkołak, nosiła dziecko Niklausa. Nawiązała przyjaźń z Rebeką. Nigdy nie poznała swoich biologicznych rodziców, a jej zastępczy wyrzucili ją z domu, gdy klątwa wilkołactwa się uruchomiła. Jest osobą bardzo samodzielną, choć czuje się nieswojo w sytuacji w której się znalazła, jako że nie przywykła, że inni o nią dbają. Stara się także odnaleźć w roli matki. Zakochuje się w Elijah. Razem z Klausem ma córkę Hope, którą musiała oddać, aby ratować jej życie przed czarownicami. Kiedy odzyskuje dziecko, aby ją obronić, postanawia wziąć ślub z jednym z alf – Jacksonem, jej przyjacielem oraz w przeszłości mężczyzną przeznaczonym na jej męża. Poprzez ceremonię zaślubin, tworzy armię wilkołaków, która broniła jej córkę.
- Charles Michael Davis jako Marcellus „Marcel” Gerard – około 200-letni wampir, obecny władca francuskiej dzielnicy Nowego Orleanu. Wychował go Klaus, który go adoptował ponieważ widział w nim młodszego siebie. To właśnie on nadał mu imię – Marcellus. Rebekah nauczała Marcela walki, z czasem również zakochali się w sobie. Ale gdy rozzłoszczony Klaus postawił mu ultimatum: Rebekah czy upragnione marzenie zostania wampirem, wybrał to drugie. Kiedy pierwotni musieli uciekać z Nowego Orleanu on został i zbudował sobie własne królestwo w Nowym Orleanie. Jest odpowiedzialny za wypędzenie z terenów miasta wilkołaków, oraz dzięki sekretnej broni, jaką jest Davina (najpotężniejsza czarownica – w wyniku nieukończenia żniw) trzyma lokalne czarownice w garści.. Zmuszony przez Klausa oddaje panowanie nad dzielnicą. Obecny sojusznik Klausa, kieruje armią wampirów, jego prawdziwą rodziną.
- Daniella Pineda jako Sophie Devereaux – czarownica, która pracuje w barze Rousseau's. Pomogła sprowadzić Pierwotnych z powrotem do miasta i zawarła z nimi pakt, by pomogły pozbyć się reżimu Marcela. Miała siostrę Jane-Anne, która została zabita przez Marcela. Z czasem w wyniku dokończenia przez nią żniw odzyskuje siostrzenicę, jednakże ta ją zabija.
- Leah Pipes jako Camille „Cami” O’Connell – barmanka, która studiowała psychologię. Była wykorzystywana przez pierwotnych jako słaby punkt Marcela. W późniejszym czasie dzięki czarom Daviny odzyskała pamięć utraconą w wyniku uroku Klausa. Dowiaduje się o istnieniu wampirów, wilkołaków i czarownic. Była zakochana w Klausie. Pomaga w opiece nad jego córką – Hope wraz z Elijah'a. W trzecim sezonie zostaje podstępem przemieniona w wampira, przez Aurorę, a w końcu umiera.
- Danielle Campbell jako Davina Claire – szesnastoletnia czarownica o niebywałej mocy. Była tajną bronią Marcela i zrobiłaby dla niego wszystko. Po ukończeniu żniw umiera, ale zostaje sprowadzona z powrotem. Jej najlepszą przyjaciółką była Monique Deveraux. Zaprzyjaźnia się z mężczyzną o imieniu Kaleb, który okazuje się być czarownikiem. Później dowiaduje się, że tak naprawdę to Kol Mikaelson, który został sprowadzony przez swoją matkę – Esther. Davina z początku źle nastawiona, w końcu otwiera się przed Kolem i zakochuje się w nim.
- Nathaniel Buzolic (Gościnnie Daniel Sharman) jako Kol Mikaelson - były czarownik, obecnie pierwotny wampir. Funkcjonował w ciele czarownika imieniem Kaleb, dzięki jego matce Esther. Z początku był sprzymierzony z matką i jego starszym bratem Finnem, obecnym czarownikiem. Miał zbliżyć się do Daviny, która z początku była tylko celem, jednak później zakochuje się w niej. Obecnie sprzymierzony z braćmi. Zmienił ciało Rebekah, ale obiecał jej, że odwróci zaklęcie. Umiera poprzez zaklęcie Finna. Zostaje sprowadzony z powrotem przez Davine.
- Yusuf Gatewood (oryginalnie Caspar Zefar) jako Finn Mikaelson – najstarszy z pierwotnych wampirów, przez jakiś czas umieszczony w ciele czarownika Vincenta przez Esther. Jest potężny, czerpie moc ze swoich rodziców. Nienawidzi wampirów, chce się pozbyć rodzeństwa. Z początku działał z matką, jednak gdy dowiedział się, że została przemieniona w wampira, postanowił wykorzystać ją do własnych celów. Był zakochany w Camille, jednak dziewczyna zdradziła go, sprzymierzając się z wampirami. Umiera z powodu Frey'i. W trzecim sezonie wraca jako pierwotny i sprzymierzeńcem się z rodzeństwem jednak szybko umiera zostając ugryziony przez Luciena.
- Riley Voelkel jako Freya Mikaelson – potężna czarownica z rodu Mikaelsonów. Z rodzeństwa pamiętała jedynie Finna, zanim została zabrana przez swoją ciotkę Dahlię, która czerpała z niej moc od małego. Freya wykonywała zaklęcie z Dahlią, która zwiększała jej siły tak, że stawała się niemalże niepokonana. Obie zasypiały na 100 lat, aby później się obudzić i chodzić po świecie przez rok. Młoda czarownica nienawidziła ciotki – wykorzystywała ją, zabraniała kontaktu ze światem, zabiła jej nienarodzonego syna i pozbawiła jej miłości – Mathiasa. Dziewczyna zbuntowała się przeciwko Dahlii i sprzymierzyła się z rodzeństwem, aby raz na zawsze pozbyć się Dahlii. W   finałowych odcinkach trzeciego sezonu zostaje otruta.

### W pozostałych rolach
- Shannon Kane jako czarownica Sabine Laurent – koleżanka Sophie.
- Todd Stashwick jako ojciec Kieran – wujek Cami i Seana. Pomaga Marcel'owi i Klausowi.
- Malaya Rivera Drew jako Jane-Anne Devereaux – siostra Sophie.
- Eka Darville jako Diego – impulsywny wampir, przyjaciel z wewnętrznego kręgu Marcela. Kilkakrotnie naraził się Klausowi.
- Callard Harris jako Thierry Vanchure – przyjaciel Marcela, którego zna od 70 lat. Zakochany z wzajemnością w czarownicy Katie, co ostatecznie doprowadza do zguby jego samego jak i Katie.
- Michael Trevino jako Tyler Lockwood – bohater Pamiętników Wampirów (seria 1, odcinki 7-8)
- Rebecca Breeds jako Aurora De Martel – dawna miłość Klausa i Luciena. Była zakochana w Klausie.
- Karen Kaia Livers jako czarownica Agnes – próbuje zabić Davinę.
- Steven Krueger jako Joshua „Josh” Rosza – wampir przemieniony przez Klausa. Przyjaciel Daviny.
- Matt Kabus jako Sean O’Connell – brat bliźniak Cami, który zamordował siebie i 9 kolegów w kościele pastora Kierana. Został zaczarowany przez wiedźmy.
- Raney Branch jako czarownica Celeste DuBois – miłość Elijah sprzed 200 lat. Została zabita z rozkazu Klausa.
- Yasmine Al-Bustami jako Monique Deveraux – córka Jane-Anne, siostrzenica Sophie. Została poświęcona na rzecz żniw.
- Timothy Scott jako członek Human Faction
- Laura W. Johnson jako matka Daviny
- Mccarrie Mccausland jako młody Marcell
- Shane Coffey jako Timothy „Tim” – kolega Daviny ze szkoły.
- Alexandra Metz jako Katie
- Shannon Eubanks jako Bastianna Natale
- Tasha Ames jako Eve
- John Redlinger jako Emill
- Johnny Walter jako Dwayne
- Nina Dobrev jako Tatia Petrova – dawna miłość Elijah'a (seria 2, odcinek 27).
- Maisie Richardson-Sellers jako Rebekah Mikaelson (serie 2-3) oraz Eva Sinclair (serie 2, 4)
- Paul Wesley jako Stefan Salvatore – bohater Pamiętników Wampirów, pomaga w ratowaniu Klausa (sezon 3, odcinek 58)
- Zach Roerig jako Matthew Donovan – bohater Pamiętników Wampirów, pomaga w ratowaniu Frey'i (sezon 3, odcinek 61)
- Matthew Davis jako Alaric Saltzman – bohater Pamiętników Wampirów, pomaga w pokonaniu Pustki (sezony 4-5, odcinki 74, 79, 91)
- Candice King jako Caroline Forbes – bohaterka Pamiętników Wampirów, spotkała się z Klausem (sezon 5, odcinki 80, 85, 86[y], 91 oraz 92)

## Lista odcinków
| Sezon | Sezon | Odcinki | Oryginalna emisja (The CW) | Oryginalna emisja (The CW) | Oryginalna emisja (Netflix Polska) | Oryginalna emisja (Netflix Polska) |
| Sezon | Sezon | Odcinki | Premiera sezonu            | Finał sezonu               | Premiera sezonu                    | Finał sezonu                       |
| ----- | ----- | ------- | -------------------------- | -------------------------- | ---------------------------------- | ---------------------------------- |
|       | Pilot | 1       | 25 kwietnia 2013           | 25 kwietnia 2013           | 15 lutego 2016                     | 15 lutego 2016                     |
|       | 1     | 22      | 3 października 2013        | 13 maja 2014               | 23 lutego 2016                     | 23 lutego 2016                     |
|       | 2     | 22      | 6 października 2014        | 11 maja 2015               | 23 lutego 2016                     | 23 lutego 2016                     |
|       | 3     | 22      | 8 października 2015        | 20 maja 2016               | 1 czerwca 2016                     | 1 czerwca 2016                     |
|       | 4     | 13      | 17 marca 2017              | 23 czerwca 2017            | 25 marca 2017                      | 1 lipca 2017                       |
|       | 5     | 13      | 18 kwietnia 2018           | 1 sierpnia 2018            | 26 kwietnia 2018                   | 9 sierpnia 2018                    |

## Produkcja
The CW zamówiło oficjalnie cały, pierwszy sezon losów pierwotnych w Nowym Orleanie. Serial miał swoją premierę 3 października 2013 roku, czyli wcześniej niż pierwotnie oznajmiono.
13 lutego 2014 stacja The CW oficjalnie prolongowała serial The Originals do drugiego sezonu. 11 stycznia 2015 roku ogłoszono, że stacja The CW zamówiła trzeci sezon serialu. 11 marca 2016 roku stacja The CW ogłosiła przedłużenie serialu o czwarty sezon, a jego premiera odbyła się 17 marca 2017 roku.
10 maja 2017 roku stacja The CW ogłosiła przedłużenie serialu o piąty sezon, który będzie finałowym. Początkowo premierę zapowiadano na 20 kwietnia 2018 roku, jednak 30 marca zostało ogłoszone, że została przesunięta na 18 kwietnia 2018 roku.

## Nagrody i nominacje
| Rok  | Ceremonia              | Kategoria                        | Nominowany    | Rezultat  | Przypisy |
| ---- | ---------------------- | -------------------------------- | ------------- | --------- | -------- |
| 2014 | People’s Choice Awards | Ulubiony nowy serial telewizyjny | The Originals | Nominacja | [ 23 ]   |
| 2014 | People’s Choice Awards | Ulubiony aktor w nowym serialu   | Joseph Morgan | Wygrana   | [ 23 ]   |

## Spin-off
W sierpniu 2017 ogłoszono, że kontynuacja serialu jest w fazie początkowego rozwoju. Fabuła miała by się skupiać na Hope Mikaelson – córce Klausa i Hayley. Julie Plec, współtwórczyni Pamiętników wampirów i twórczyni The Originals, napisała skrypt, na którym tworzony będzie serial.
W styczniu 2018 roku zostało ujawnione, że filmowanie odcinka pilotowego zostało zaplanowane na drugi kwartał 2018 roku.
Dwa miesiące później – w marcu, kiedy pilot serialu został oficjalnie zamówiony, Plec ogłosiła, że zamiast tradycyjnego odcinka pilotowego, wolała by stworzyć 15 minutową prezentację na temat nowego serialu stacji The CW. Do mediów trafiła również informacja, że weteran Pamiętników wampirów Matt Davis powtórzy swoją rolę, obok Aria Shahghasemi, Quincy Fouse, Jenny Boyd i Kaylee Bryant. Shahghasemi zadebiutował już podczas piątego sezonu The Originals jako Landon – przyjaciel Hope.
Dnia 11 maja 2018 roku ogłoszono, że kontynuacja będzie nosić tytuł Legacies i została zamówiona z premierą na sezon telewizyjny 2018-19. Fabuła będzie się skupiać na „17-letniej Hope, bliźniaczych córkach Alarica i innych młodych wiedźmach, wampirach i wilkołakach, którzy dorastają w Salvatore Boarding School dla młodych i obdarzonych”. W lipcu The CW ogłosiło, że premiera serialu została zaplanowana na 25 października 2018 roku. Dystrybucją serialu w Polsce zajęła się platforma HBO GO, która zapowiedziała, że zamierza udostępniać serial pod polskim tytułem Wampiry: Dziedzictwo dzień po amerykańskiej premierze, czyli od 26 października 2018 roku.